# ソマリアの鉄道
ソマリアの鉄道では、ソマリアにおける鉄道について記す。2016年現在、鉄道は運行されていない。

## 隣接国との鉄道接続状況
- ジブチ - 接続なし
- エチオピア - 接続なし
- ケニア - 接続なし